# Harelbeke-Poperinge-Harelbeke
Harelbeke-Poperinge-Harelbeke est une ancienne course cycliste belge, organisée de 1967 à 1983 entre Poperinge et Harelbeke dans la province de Flandre-Occidentale. 

## Palmarès
| Année | Vainqueur              | Deuxième               | Troisième              |
| ----- | ---------------------- | ---------------------- | ---------------------- |
| 1967  | Jean-Baptiste Claes    | Jérôme Kegels          | Hubert Criel           |
| 1968  | Dieter Puschel         | Marcel Kubacki         | Pieter Nassen          |
| 1969  | Cor Schuuring          | Albert Van Vlierberghe | Roger Blockx           |
| 1970  | Albert Van Vlierberghe | Walter Planckaert      | Alfons Scheys          |
| 1971  | Albert Van Vlierberghe | Fernand Hermie         | Herman Vrijders        |
| 1972  | Eddy Verstraeten       | Jozef Abelshausen      | Gustaaf Van Roosbroeck |
| 1973  | Eddy Verstraeten       | Émile Cambré           | Aimé Delaere           |
| 1974  | Jozef Abelshausen      | José Vanackere         | Bernard Bourguignon    |
| 1975  | Geert Malfait          | Eric Jacques           | Piet van Katwijk       |
| 1976  | Eric Van De Wiele      | Geert Malfait          | Benny Schepmans        |
| 1977  | Emiel Gysemans         | Jos Gysemans           | Herman Vrijders        |
| 1978  | Alfons De Bal          | Eddy Verstraeten       | Eddy Cael              |
| 1979  | Ludwig Wijnants        | Bert Pronk             | Hendrik Caethoven      |
| 1980  | Jos Van De Poel        | Alain Desaever         | Theo Gevers            |
| 1981  | Jos Van De Poel        | Gérard Mak             | Benjamin Vermeulen     |
| 1982  | André Boonen           | Johan Louwet           | Alfons van Katwijk     |
| 1983  | Rudy Colman            | Eddy Van Hoof          | Ludo Schurgers         |